# 英連邦朝鮮派遣軍

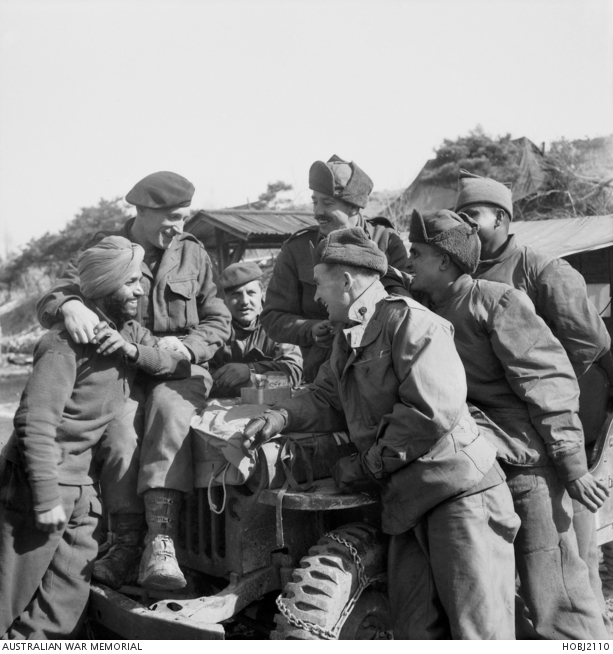
インド、イギリス、ニュージーランド、オーストラリアの兵士。朝鮮半島で1951年3月撮影。

英連邦朝鮮派遣軍(えいれんぽうちょうせんはけんぐん、英語:British Commonwealth Forces Korea,略称:BCFK, 朝鮮語:주한 영연방군(駐韓 英聯邦軍)) は、朝鮮戦争で国連(UN) に勤務していたイギリス連邦陸軍・海軍・航空部隊の正式名称である。 英連邦朝鮮派遣軍には、オーストラリア、イギリス、カナダ、英領インド、ニュージーランドの部隊が含まれており、一部の英連邦部隊および人員は、英連邦朝鮮派遣軍以外でも、米国やその他の国連組織に勤務していた。例として、南アフリカ空軍の第二飛行隊は朝鮮戦争に加わる際、米国第18戦闘爆撃航空団 の一部となり、P-51とF-86を飛行させていたことがあげられる。

## 沿革
1950年、日本に駐留していたイギリス連邦占領軍(BCOF) のオーストラリア軍部隊が最初の国連職員の1つとして大韓民国に派遣され、1950年11月に朝鮮の戦闘部隊に対する日本におけるイギリス連邦占領軍の行政支援の役割が決定された後、英連邦朝鮮派遣軍という名称が発表された。英連邦朝鮮派遣軍の最高司令官の地位は常にオーストラリア陸軍将校が務め、最初はホレス・ロバートソン中将が勤めていた。英連邦最高司令部と国連最高司令部との間の連絡は、東京にある下位本部が提供した。

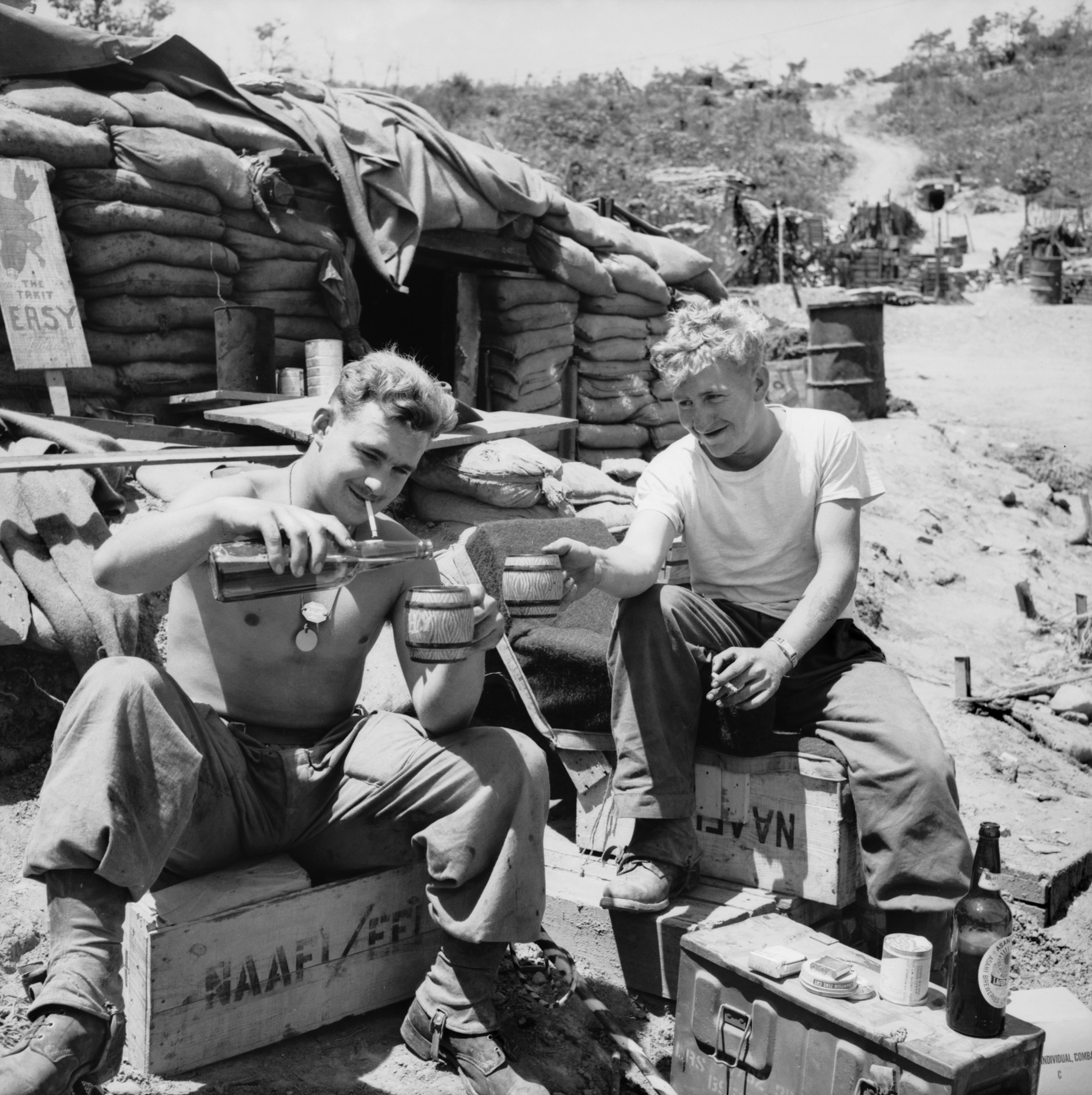
土嚢を積んだ海軍・陸軍・空軍研究所(NAAFI)、レクリエーションの時間を楽しむオーストラリア陸軍二人。朝鮮で1952年撮影。

BCFK が発足してから7か月後、連邦軍は第一英連邦師団を編成し (1951年7月)、イギリス陸軍とカナダ陸軍の人員が英連邦陸軍の作戦レベルで優勢となった。ウィリアム・ブリッジフォード中将が1951年10月にロバートソンの後任となり、後にヘンリー・ウェルズ中将が後を継いだ。その後、1954年にルドルフ・ビアワース中将がウェルズの後継者となった。
RN空母は、朝鮮戦争に参加していた唯一のイギリスの戦闘機を配備した。 1952年8月9日、第802飛行隊のピーター・カーマイケル中尉が操縦するプロペラ駆動のシーフューリーが、空母HMSオーシャンに配備されていたMiG-15ジェット戦闘機を撃墜し、彼はプロペラ機でジェット機を撃墜した数少ないパイロットの1人となった。
オーストラリア空軍 (RAAF) の第77飛行隊が唯一、英連邦朝鮮派遣軍の指揮下に入ったイギリス連邦空軍の前線部隊である。この空軍は、最初はP-51 マスタングを戦闘機に用いていたが、グロスター・ミーティアに機種を変更した。 イギリスとカナダの航空機乗組員も、オーストラリア空軍に所属しており、王立イギリス空軍の貢献は、日本の岩国基地に置かれたショート・サンダーランド1機の配備のみであった。

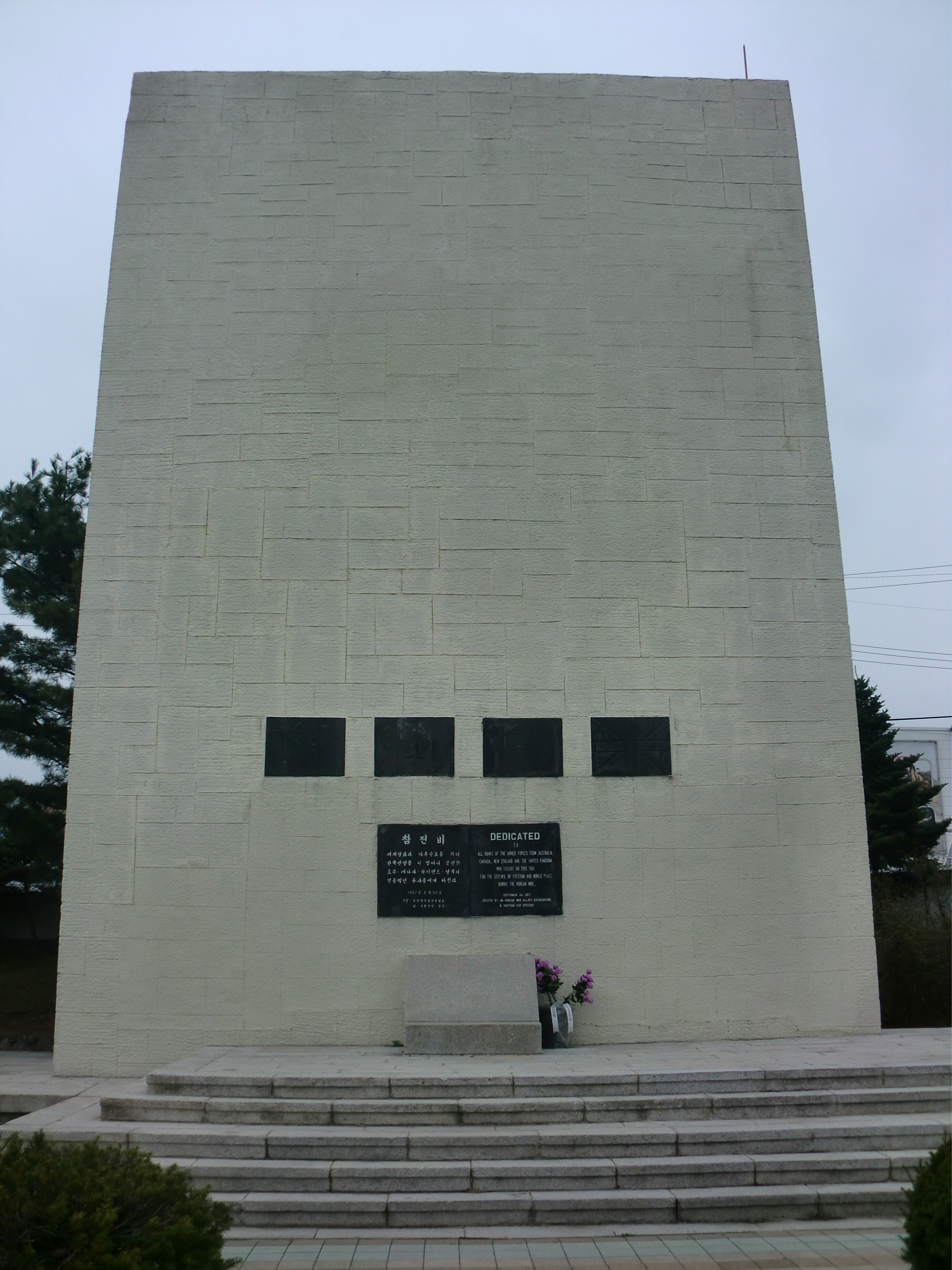
京畿道加平郡にある英連邦参戦記念碑

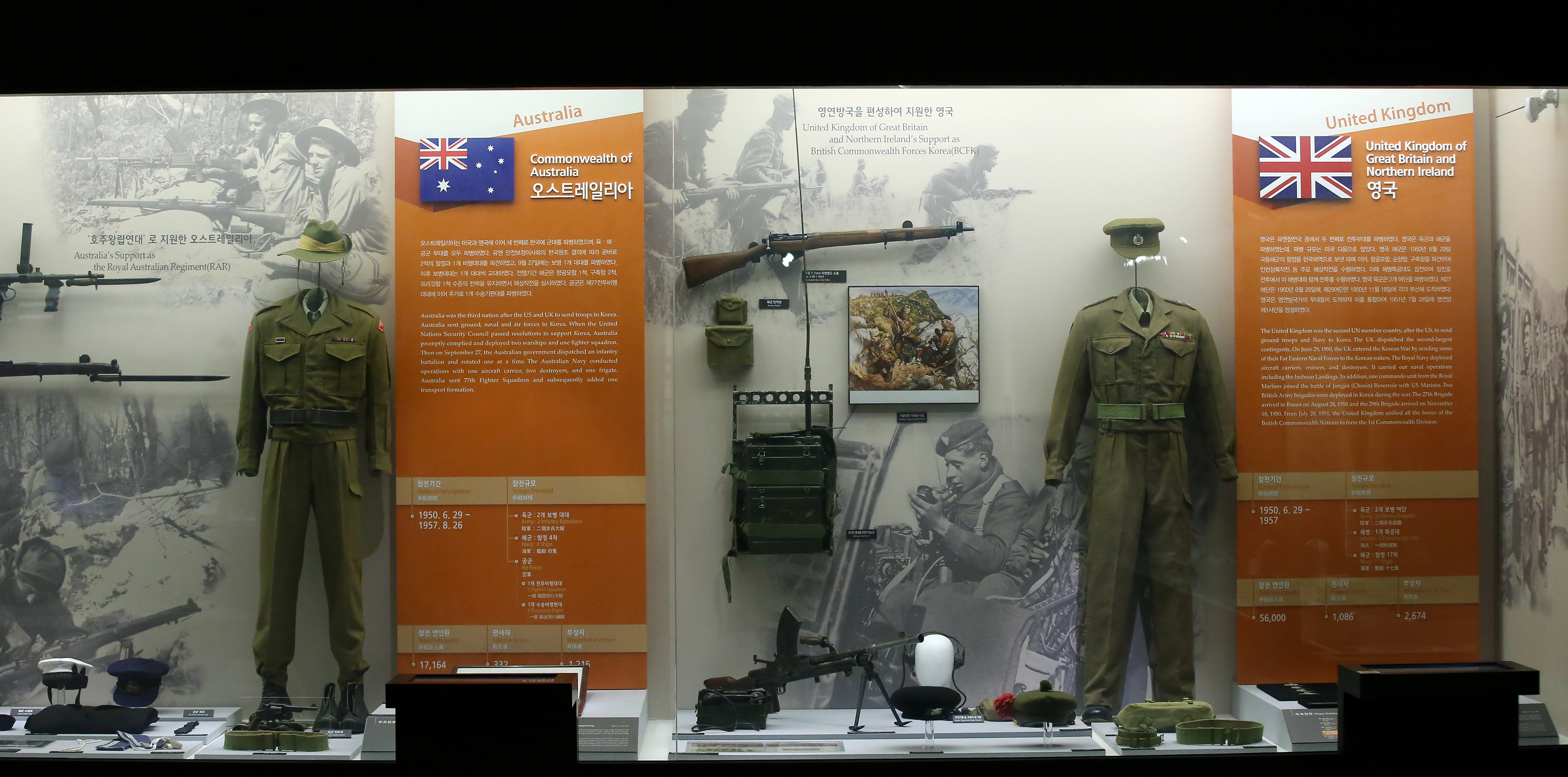
ソウル特別市にある戦争記念館に展示されている英連邦朝鮮派遣軍の装備品

## その他
- 以前イギリス連邦占領軍として日本に駐留していた兵士たちは、英連邦朝鮮派遣軍として日本に引き続き駐留する際、音楽を通じて交流したり、学校の運動会に参加し生徒とバスケットボールの試合をするなど、以前イギリス連邦占領軍として駐留した時に比べ、日本市民との親善にいっそう力を入れ、呉市の家庭にクリスマスパーティーが普及するなどの影響をもたらした[2]。
- 韓国の京畿道加平郡には、英連邦朝鮮派遣軍の加平の戦い（英語版）での活躍を記念した英連邦参戦記念碑がある。加平戦闘から60年を迎える2011年4月25日、同記念碑の前で追悼が行われ、オーストラリアのギラード首相、ニュージーランドのマップ国防相、韓国の金寛鎮（キム・グァンジン）国防部長官らが出席した[3]。